# 上海外語チャンネル
上海外語チャンネル（シャンハイがいごチャンネル）は中華人民共和国の省級レベルの民放テレビ局。中国語名は「上海外语频道」。英語名は「ICS(The International Channel Shanghai)」。
英語での放送が殆どであるが、日本のドラマや日本の情報番組など日本語で放送される番組がいくつかある。インターネットの公式サイトから視聴が可能（「直播」をクリック）、上海のホテルにあるテレビなどでも視聴することができる。

## 沿革
- 2008年1月1日 - 上海メディアグループ（SMG）により英語と日本語の専門チャンネルを放送開始。

## 主な番組
- 中日之橋 - 1996年に他局で放映開始した番組。日本と中国双方の情報を分け隔てなく取り扱う。司会は呉四海。主に日中関係の悪化により、放送休止と再開をたびたび繰り返してきており、都度構成が若干変化している。かつてはテレビ神奈川でも放送されていた。
- 日曜劇場
- 音楽物語 in Japan - 休止。